# 華麗なる闘い
『華麗なる闘い』（かれいなるたたかい）は、1969年9月10日に東宝系で公開された日本映画。有吉佐和子原作の『仮縫』を映画化したもの。

## スタッフ
- 監督：浅野正雄
- 製作：田中収
- 脚本：大野靖子
- 撮影：中井朝一
- 音楽：八木正生
- 編集：氷見正久

## 出演者
- 清家隆子 : 内藤洋子
- 松平ユキ : 岸恵子
- 松平信彦 : 田村正和
- 相島昌平 : 神山繁
- 小式部クミ : 市川和子
- 久世寿子 : 森今日子
- 錦小路貞子 : 中島葵
- 大河内聖子 : 坂本千桃
- 吉波憲子 : 皆川たえ子
- 久布白マサ子 : 山田はるみ
- 醍醐和子 : 若山真樹
- 本多夫人 : 浜木綿子
- 戸田院長 : 長岡輝子
- カメラマン : 大竹省二
- ロゴスのママ : 北あけみ
- 沢田 : 平田昭彦

## 併映作品
- 『弾痕』